# Udzima wa yamasiwa
Udzima wa yamasiwa (en comorien ; L'Union des Îles en français) est l'hymne national de l'union des Comores. Adopté en 1978, les paroles ont été écrites par l'Anjouanais Said Hachim Sidi Abderemane, qui a aussi composé la musique avec Kamildine Abdallah.

## Paroles

### Paroles encomorien
(Transcription du shikomori, basé sur du shindzuani)
Iɓeramu isipepeza

Inadi ukombozi pia

Idaula ivenuha

Tasiɓaɓu ya idini vo yatsangaya hunu Komoria

Narikeni na mahaba ya huvendza yamasiwa yatru

Wasi waKomoro damu ndzima

Wasi waKomoro ulimi mdzima

Yamasiwa radzaliwa

Yamasiwa yarilea

Mola ne arisaidia

Narike niya ndzima  rivendze uwatania

Mahaba ya dini na dunia

Iɓeramu isipepeza

Rangu mwezi sita wa jwie

Idaula ivenuha

Zisiwa zatru zikatouha

Maore na Ndzuani, Mwali na Ngazidja

Narikeni na mahaba (na mahaba) ya huvendza yamasiwa

### Paroles en français
Oui le Drapeau flotte

Il appelle à la liberté totale.

La nation apparaît,

Force d'une même religion au sein des Comores.

Gardons notre amour pour nos îles.

Nous, les Comoriens, issus du même sang,

Nous, les Comoriens, embrassons la même religion.

Les îles où nous sommes nés !

Les îles qui nous ont  éduquer.

Dieu y a apporté son aide.

Conservons notre unité pour l'amour de la patrie,

pour l'amour de la religion et du monde.

Oui le Drapeau flotte

Depuis le 6 du mois de juillet

La nation apparaît,

Les îles devenues souveraines ;

Mayotte et Anjouan, Mohéli et Grande Comore.

Gardons notre amour (notre amour) pour les îles.

### Paroles enarabe
الْعَلْمُ يُرَفْرِفُ،

ليعلن الإستقلال التام؛

ترتقي الأمة،

بسبب إيماننا

في جزرنا القمرية.

دعنا نتحلى بالإخلاص

لحب جزرنا العظيمة.

نحن القمريون من دم ٍ واحد،

نحن القمريون من إيمانٍ واحد.

على هذه الجزر قد ولدنا،

هذه الجزر قد رعتنا.

نرجوا من الله مساعدتنا دائماً؛

لحب أرضنا الأم،

و لحب ديننا و العالم.

العلم يرفرف.

من السادس من يوليو

ترتقي الأمة؛

جزرنا موحدة.

أنزون موهيلي و القمر،

دعنا نتحلى بالإخلاص

لحب جزرنا العظيمة.